# Équation d'Antoine
En chimie physique, l'équation d'Antoine (Louis Charles Antoine, 1825-1898) donne la pression de vapeur saturante d'une substance à une température donnée. Les coefficients de l'équation ne sont valables que pour un intervalle de température.

## Équation
Cette équation est obtenue en intégrant la formule de Clausius-Clapeyron en supposant que l'enthalpie de vaporisation est une constante. On obtient tout d'abord la formule de Rankine :
La constante {\displaystyle C} est introduite à postériori pour ajuster plus précisément la corrélation à des données expérimentales,. On obtient l'équation d'Antoine :
avec :
- {\displaystyle P^{\text{sat}}} la pression de vapeur saturante (Pa) ;
- {\displaystyle P^{\circ }} la pression standard (100 000 Pa) ;
- {\displaystyle A,B,C} les coefficients d'Antoine ;
- {\displaystyle T} la température absolue (K).

En isolant la température, on obtient
{\displaystyle T^{\text{sat}}={\frac {B}{A-\log _{10}\!\left({\frac {P}{P^{\circ }}}\right)}}-C}
qui donne la température d'ébullition d'une substance à une certaine pression.

## Exemples
| Composé     | Coefficient {\displaystyle A} | Coefficient {\displaystyle B} | Coefficient {\displaystyle C} | Température (K) | Référence |
| ----------- | ----------------------------- | ----------------------------- | ----------------------------- | --------------- | --------- |
| Benzène     | 4,72583                       | 1 660,652                     | −1,461                        | 333,4 - 373,4   | [ 4 ]     |
| Benzène     | 0,14591                       | 39,165                        | −261,236                      | 297,9 - 318     | [ 5 ]     |
| Eau         | 3,55959                       | 643,748                       | −198,043                      | 379 - 573       | [ 6 ]     |
| Eau         | 5,40221                       | 1 838,675                     | −31,737                       | 273 - 303       | [ 6 ]     |
| Eau         | 5,20389                       | 1 733,926                     | −39,485                       | 304 - 333       | [ 6 ]     |
| Eau         | 5,07680                       | 1 659,793                     | −45,854                       | 334 - 363       | [ 6 ]     |
| Eau         | 5,08354                       | 1 663,125                     | −45,662                       | 344 - 373       | [ 6 ]     |
| Eau         | 6,20963                       | 2 354,731                     | 7,559                         | 293 - 343       | [ 6 ]     |
| Eau         | 4,65430                       | 1 435,264                     | −64,848                       | 255,8 - 373     | [ 6 ]     |
| Éthanol     | 4,92531                       | 1 432,526                     | −61,819                       | 364,8 - 513,91  | [ 7 ]     |
| Méthanol    | 5,20409                       | 1 581,341                     | −33,50                        | 288,1 - 356,83  | [ 8 ]     |
| Propan-2-ol | 4,8610                        | 1 357,427                     | −75,814                       | 329,92 -362,41  | [ 8 ]     |